# Wilhelm Julius Förster
Wilhelm Julius Förster (16 de dezembro de 1832 — 18 de janeiro de 1921) foi um astrônomo alemão, pai do pacifista e especialista em ética Friedrich Wilhelm Foerster. Seu nome também pode ser escrito Förster, mas é geralmente escrito "Foerster" mesmo em fontes alemãs, onde "O" é outra forma utilizada no texto.
Nativo de Grünberg, Silésia, trabalhou como assistente de Johann Franz Encke. Após a morte de Encke em 1865, tornou-se diretor do Observatório de Berlim até 1903.
Ele co-descobriu o asteróide 62 Erato com Oskar Lesser, a primeira co-descoberta no registro. O asteróide 6771 Foerster leva seu nome, e assim é o Wilhelm Foerster Sternwarte (William Foerster Observatório; IAU código 544).
Participou da Sociedade Alemã para a Cultura Ética (GSEC) (Deutsche Gesellschaft für ethische Kultur) (em que Albert Einstein também participou).
Quando noventa e três intelectuais alemães assinaram o Aufruf an die Kulturwelt, um manifesto apoiando a guerra, Förster foi um dos quatro á assinar o Aufruf an die Europäer, um manifesto contra a guerra. Os outros quatro foram Albert Einstein, o filósofo Otto Buek, e seu autor, o fisiologista Georg Friedrich Nicolai.